# Кемпіна (Великопольське воєводство)
Кемпіна (пол. Kępina) — село в Польщі, у гміні Тулішкув Турецького повіту Великопольського воєводства.
У 1975-1998 роках село належало до Конінського воєводства.